# یواس‌اس کاپرایس (اس‌پی-۷۰۳)
یواس‌اس کاپرایس (اس‌پی-۷۰۳) (به انگلیسی: USS Caprice (SP-703)) یک کشتی بود که طول آن ۴۵ فوت ۱۰ اینچ (۱۳٫۹۷ متر) بود. این کشتی در سال ۱۹۱۴ ساخته شد.